# Jack Jarryd
Jeroen Adriaan Cornelis Kok, (Wageningen, 19 augustus 1996) beter bekend als Jack Jarryd, is een Nederlands singer-songwriter. 
Zijn muziek is een combinatie van rock, pop en andere genres. Hij maakt veelal autobiografische nummers, die volgens hem zelf "bijna allemaal over de liefde" gaan, over "zowel de mooie als de moeilijke kanten daarvan".

## Biografie
Jeroen Kok is geboren en getogen in het Gelderse Wageningen. Hij zette op 6-jarige leeftijd al zijn eerste stappen in de muziek. Hij liet zich beïnvloeden door Phil Collins en de muziek die hij maakte voor de animatiefilm Tarzan. Ook Prince, Elton John en Robbie Williams dienden als inspiratie voor Kok. Later, op de middelbare school, begon Kok met drummen in een bandje, dat zich inschreef voor een talentenjacht op die school. Op de dag van de talentenjacht hadden ze echter geen zanger. Omdat ze Money for Nothing van Dire Straits wilden spelen en Kok de enige was die de tekst kende, drumde en zong hij die avond. De band schopte het tot de finale. Gitarist Harry Sacksioni, die in de jury zat, noemde de band "de belofte van Wageningen".
Vervolgens zat Kok in diverse bands, waarmee hij in 2015 de landelijke finale van Kunstbende behaalde en in 2017 de halve finale van de Grote Prijs van Nederland bereikte. Daarnaast was Kok actief als zangdocent, bandcoach en muzikaal leider bij verschillende grote theaterproducties. Nog wekelijks geeft Kok zanglessen in Arnhem.
Kok bracht later een soloalbum uit onder de artiestennaam JACK, die verwijst naar de initialen van zijn naam. Onder deze naam bracht hij in 2019 zijn debuutsingle Broken uit, welke hij onder meer live vertolkte op Qmusic. Zijn management raadde hem echter aan zijn naam te veranderen. Kok kwam uit bij de naam Jack Jarryd, naar eigen zeggen "omdat één van mijn bandleden mij altijd Jerra noemde".
Als Jack Jarryd bracht hij in 2021 zijn EP Evolve uit, met de singles Living It Up en Heartache. Het leidde tot live-optredens bij diverse radiostations. De zanger trad op op diverse festivals en was in 2022 headliner op de uitverkochte Paasconcerten in Luxor Live. Daarnaast treedt hij op in de voorprogramma's van Saint Motel, Floor Jansen en Blaudzun.
Begin september 2022 werd de single Open Fire door Radio Veronica uitgeroepen tot Oorkonde. Niet lang daarna tekende Jarryd een platencontract bij Cloud 9 Music. Bij dit label bracht hij in januari 2023 de single Hot Stuff uit, die vooral veel door de publieke zenders gedraaid werd en de nummer 1-positie bereikte in de Verrukkelijke 15 van NPO Radio 2. Daarnaast verzorgde Jarryd begin 2023 het voorprogramma van The Dirty Daddies in 24 uitverkochte zalen. In mei 2023 bracht Jarryd de ballad Done with It uit, die hij live ten gehore bracht tijdens zijn tv-debuut in Tijd voor MAX. Een maand later kwam daar nog de single Hanging On bij.
Zijn tweede EP, Fatal Love, verscheen in november 2023. In september dat jaar was de EP al voorafgegaan aan de single Call It Off. Bij de EP hoorde Jarryds eerste eigen clubtour, de "Fatal Love Clubtour", die liep van oktober tot december 2023.
Met Still Love wist Jarryd in het voorjaar van 2024 voor het eerst een grote radiohit te scoren, maar een notering in de Nederlandse Top 40 bleef uit. In juli 2024 volgde de single Heavy, een duet met Sophia. Beide singles werden NPO Radio 2 TopSong.  In november en december 2024 ging Jarryd opnieuw op clubtour. Hij sloot het jaar samen met Sophia af met een optredens in het Glazen Huis tijdens 3FM Serious Request 2024.
2025 begon goed voor Jarryd; hij werd genomineerd voor een 3FM Award in de categorie 'Beste nieuwkomer'. Hij greep echter naast de prijs. In februari dat jaar bracht Jarryd de energieke single Wildfire uit, waarmee hij opnieuw veel airplay vergaarde op diverse radiostations.

## Discografie

### EP's
- Evolve (2021)
- Fatal Love (2023)

### Singles
- Broken (als JACK) (2019)
- Living It Up (2021)
- Heartache (2021)
- Open Fire (2022)
- Hot Stuff (2023)
- Done with It (2023)
- Hanging On (2023)
- Call It Off (2023)
- Still Love (2024)
- Heavy (met Sophia) (2024)
- Wildfire (2025)

## Privéleven
Jarryd woont samen met zijn vriendin in De Kwakel.